# Юэян
Юэя́н (кит. упр. 岳阳, пиньинь Yuèyáng) — городской округ на крайнем северо-востоке китайской провинции Хунань.

## География
Городской округ Юэян расположен на северном берегу озера Дунтинху. Площадь округа составляет 14.896 км². Численность населения равна 5,73 млн человек (на 2017 год).

## История
Район современного Юэяна был заселён человеком ещё 3.000 лет назад.
После того, как Цинь Шихуан впервые в истории объединил все китайские земли в единую империю, то в 221 году до н. э. страна была разбита на 36 округов-цзюнь, и эти земли вошли в состав Чаншаского округа (长沙郡)
В начале эпохи Троецарствия в 210 году Сунь Цюань создал в этих местах округ Ханьчан (汉昌郡), и по его приказу Лу Су для защиты продовольственных складов в Бацю возвёл здесь крепость Бацю (巴丘城). Эта дата считается официальной датой основания Юэяна. В 229 году округ Ханьчан был расформирован.
После объединения китайских земель в составе империи Цзинь эти земли были разделены между округами Цзяньчан (建昌郡) и Наньпин (南平郡). В эпоху Южных и Северных династий во времена южной империи Лян был создан округ Юэян (岳阳郡), власти которого разместились в уезде Балин (巴陵县). В течение полутора тысяч лет уезд Балин служил местом размещения властей различного уровня.
После объединения китайских земель в составе империи Суй вместо округов-цзюнь были введены области-чжоу, и здесь была образована область Бачжоу (巴州), в 591 году переименованная в Юэчжоу (岳州). Во времена империи Сун, когда Юэ Фэй оказался в немилости при дворе, в 1155 году область была переименована в Чуньчжоу (纯州), но потом ей вернули прежнее название.
После монгольского завоевания страна была разделена на регионы-лу, и вместо области Юэчжоу был создан Юэчжоуский регион (岳州路). Когда Чжу Юаньчжан сверг власть монголов и основал империю Мин, то регионы-лу были переименованы в управы-фу, и поэтому в 1369 году Юэчжоуский регион стал Юэчжоуской управой (岳州府). После Синьхайской революции в Китае была проведена реформа структуры административного деления, в ходе которой управы были упразднены, поэтому в 1913 году Юэчжоуская управа была расформирована, а уезд Балин был переименован в Юэян (岳阳县).
После образования КНР в 1949 году провинция Хунань была разделена на десять «специальных районов», и эти земли оказались в основном в составе специального района Чанша (长沙专区). В 1952 году Специальный район Чанша был переименован в Специальный район Сянтань (湘潭专区). В 1960 году урбанизированная часть уезда Юэян была выделена в отдельный город Юэян, но в 1962 году город Юэян был расформирован, а его территория была возвращена в состав уезда Юэян.
В 1964 году был образован Специальный район Юэян (岳阳专区), в состав которого вошли уезды Юэян, Сянъинь, Пинцзян и Линьсян, ранее входившие в Специальный район Сянтань, и уезд Хуажун, ранее входивший в состав Специального района Иян (益阳专区); власти специального района разместились в уезде Юэян. В 1966 году из уезда Сянъинь был выделен уезд Мило. В 1970 году Специальный район Юэян был переименован в Округ Юэян (岳阳地区). В 1975 году урбанизированная часть уезда Юэян была вновь выделена в отдельный город Юэян. В 1981 году был расформирован уезд Юэян, а его территория вошла в состав города Юэян.
Постановлением Госсовета КНР от 8 февраля 1983 года был расформирован округ Юэян: город Юэян стал городом провинциального подчинения,уезд Сянъинь был передан в подчинение властям Чанша, а остальные уезды бывшего округа перешли в подчинение властям Юэяна.
Постановлением Госсовета КНР от 13 июля 1983 года округ Юэян был воссоздан в прежнем составе, при этом из города Юэян был вновь выделен уезд Юэян.
В 1984 году город Юэян был разделён на Южный район, Северный район и Пригородный район.
Постановлением Госсовета КНР от 27 января 1986 года был вновь расформирован округ Юэян, а входившие в его состав уезды были объединены с городом Юэян в городской округ Юэян.
Постановлением Госсовета КНР от 23 сентября 1987 года уезд Мило был преобразован в городской уезд.
В 1992 году уезд Линьсян был преобразован в городской уезд.
В 1996 году были расформированы Северный, Южный и Пригородный районы, а на их землях и части территории соседних административных единиц были созданы районы Юэянлоу, Юньси и Цзюньшань.

## Административное деление
Городской округ Юэян делится на 3 района, 2 городских уезда, 4 уезда:
| Карта | Карта          | Карта     | Карта     | Карта          | Карта            | Карта         |
| ----- | -------------- | --------- | --------- | -------------- | ---------------- | ------------- |
|       |                |           |           |                |                  |               |
|       | Статус         | Название  | Иероглифы | Пиньинь        | Население (2010) | Площадь (км²) |
| 1     | Район          | Юэянлоу   | 岳阳楼区  | Yuèyánglóu qū  |                  |               |
| 2     | Район          | Юньси     | 云溪区    | Yúnxī qū       |                  |               |
| 3     | Район          | Цзюньшань | 君山区    | Jūnshān qū     |                  |               |
| 4     | Городской уезд | Мило      | 汨罗市    | Mìluó shì      |                  |               |
| 5     | Городской уезд | Линьсян   | 临湘市    | Línxiāng shì   |                  |               |
| 6     | Уезд           | Юэян      | 岳阳县    | Yuèyáng xiàn   |                  |               |
| 7     | Уезд           | Хуажун    | 华容县    | Huáróng xiàn   |                  |               |
| 8     | Уезд           | Сянъинь   | 湘阴县    | Xiāngyīn xiàn  |                  |               |
| 9     | Уезд           | Пинцзян   | 平江县    | Píngjiāng xiàn |                  |               |

## Экономика
В Юэяне расположены Зона экономического развития (производство кормов и пищевых продуктов), нефтехимический комбинат Sinopec Changling Petrochemical. Город славится производством риса, рыбы и рыбных закусок по-хунаньски.

## Транспорт

### Железнодорожный
Важное значение имеет станция Синьган порта Чэнлинцзи, куда прибывают поезда с казахстанским зерном.

### Водный
Новый порт Чэнлинцзи обрабатывает экспортно-импортные поставки зерна, автомобилей, автозапчастей.

## Достопримечательности
Главной достопримечательностью Юэяна является Юэянская башня, входящая в число охраняемых памятников КНР.

## Города-побратимы
- Нумадзу, Япония (1985)
- Тайтусвилл, США (1988)
- Каслгар, Канада (1992)
- Стара-Загора, Болгария (1992)
- City of Cockburn, Австралия (1998)
- Купертино, США (2005)
- Салинас, США (2010)